# Jacques Kloes

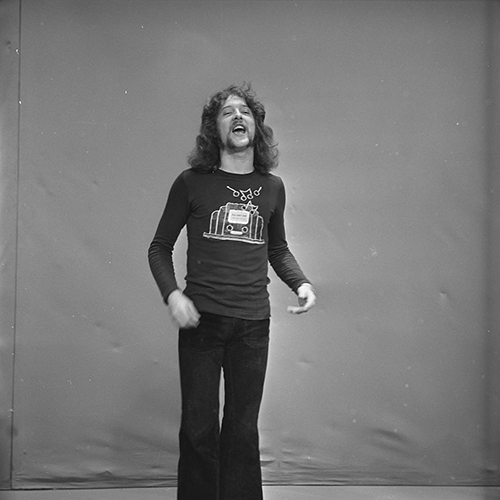
Jacques Kloes

Jacques Kloes (Heemskerk, 5 maart 1948 – Wijk aan Zee, 2 april 2015) was een Nederlands zanger.
Als zoon van een cafébaas kwam hij via de jukebox in aanraking met muziek. Hij speelde bij Rocking Friends, Black Ventures en Baby Rockers, totdat in 1968 in Zaandam de band Take Five werd opgericht. In 1970 werd de naam veranderd in Dizzy Man's Band. Aanvankelijk speelde die band muziek die door de blazerssectie overeenkwam met de stijl van Chicago en Blood, Sweat & Tears. Mede door het rauwe geluid van Kloes.
Nadat de eerste single, Tell Me It's Allright, flopte, besloot de groep een gemakkelijker in het gehoor liggend repertoire te kiezen. Heel geraffineerd werd Creedence Clearwater Revival's Down On The Corner omgetoverd tot Tickatoo. Op 11 juli 1970 kwam het binnen in de Top 40 en de Hilversum 3 Top 30, waarmee een doorbraak een feit werd.
Kloes zou uiteindelijk 17 hitnoteringen met de Dizzy Man’s Band op zijn naam zetten, waarvan de bekendste hits The Show, The Opera, Rio en Matter of Facts zijn. Mony the phoney is een minder bekend lied van hen.
Toen enkele groepsleden een progressiever geluid wilden, ontstonden er diverse meningsverschillen. Dit had tot gevolg dat Kloes in 1978 uit de band stapte om een solocarrière te beginnen. Door zijn vertrek was het min of meer afgelopen met de Dizzy Man's Band.
In 1979 had hij met Patricia Paay een hit met You Make It Alright. De single werd uitgeroepen tot beste Nederlandse productie van 1979. In 1980 maakte hij nog de singles Don't Break My Heart en Geronimo's Cadillac, echter zonder succes. In 1992 stond hij nog twee keer in de hitlijsten met de bescheiden hits Once Or Twice en een Nederlandstalig nummer Fantastische vrouw. Daarna stopte hij met muziek en begon een kroeg.
In 1996 verving Kloes de zanger Marcel Wessel bij het duo The Showbusters. Samen met Johan Bouquet vormde hij The Showbusters en zij traden op met enkele oud-collega's van Dizzy Man's Band. Een week voor zijn dood trad hij nog op. Op 30 maart 2015 stond hij nog een journalist van het AD te woord.
In de ochtend van 2 april 2015 vond de politie Kloes dood naast zijn bed. Kloes werd 67 jaar oud en werd begraven op begraafplaats Duinrust in Beverwijk.
- MusicBrainz: 70303dc2-05f3-4705-bb3c-8e351254a5bc
- Virtual International Authority File: 5712156858659549780009
- WorldCat: E39PBJbRqjRrx8Q8GJGxtXkFKd